# Margherita d'Austria
Margherita d'Asburgo, nota come Margherita d'Austria o di Parma (Oudenaarde, 5 luglio 1522 – Ortona, 18 gennaio 1586), fu una nobildonna di origini fiamminghe, tedesche e spagnole, figlia naturale dell'imperatore Carlo V d'Asburgo e della sua amante Giovanna van der Gheynst.
Margherita, conosciuta all'epoca come "la Madama", fu politicamente attiva durante la sua vita, viaggiò per l'Europa ed ebbe il titolo personale di governatrice dei Paesi Bassi spagnoli, oltre a essere signora di una serie di feudi italiani. Per matrimonio ottenne, tra gli altri, i titoli di duchessa consorte di Firenze grazie al primo marito, Alessandro de' Medici, e di duchessa di Parma e Piacenza in quanto moglie di Ottavio Farnese.

## Biografia

### Nascita e battesimo

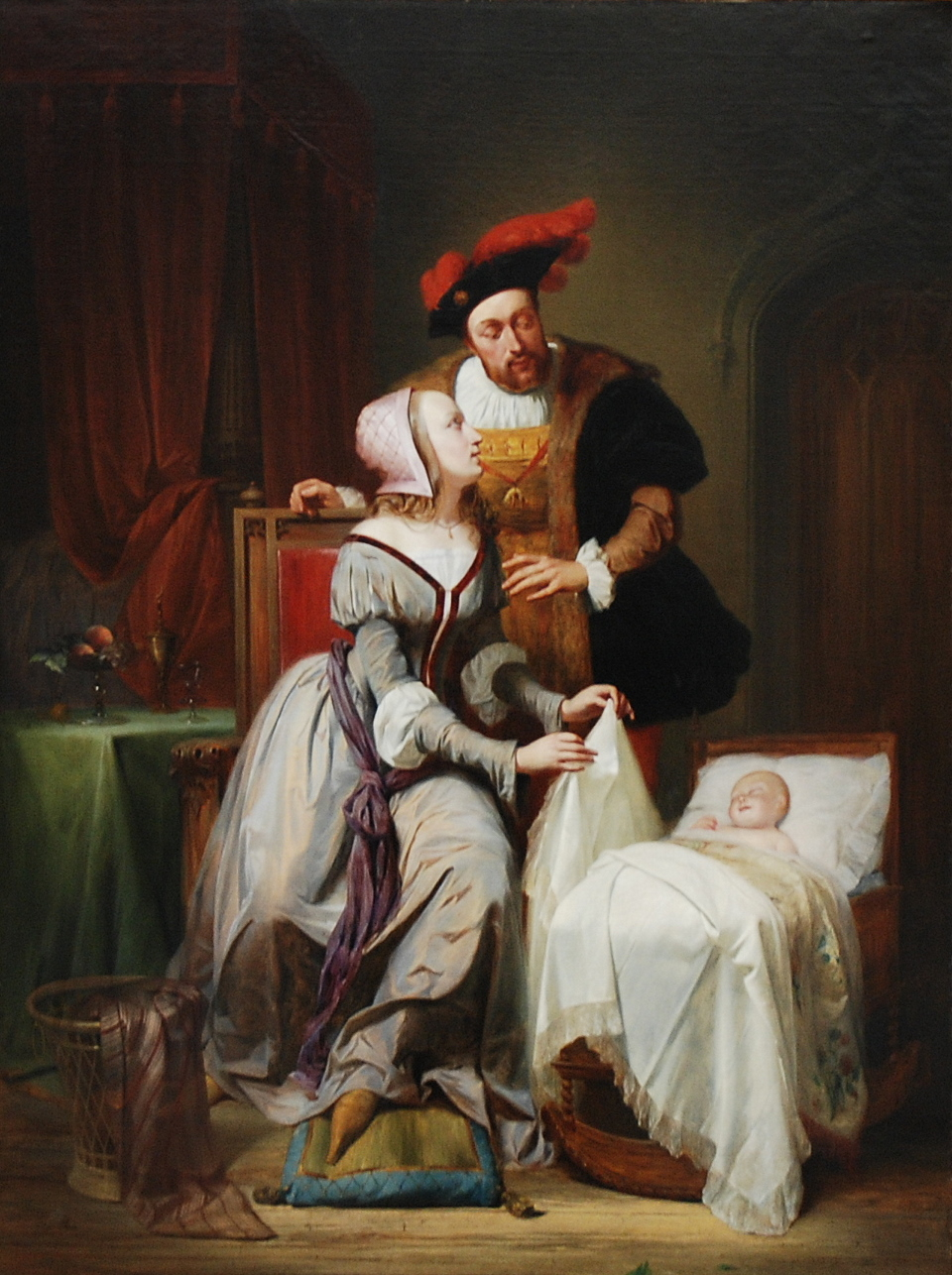
L'imperatore Carlo V con la sua amante Johanna van der Gheynst alla nascita della loro figlia, Margherita, dipinto di Theodore Joseph Canneel

Margherita nacque a Oudenaarde, nelle Fiandre, dall'imperatore Carlo V e dalla sua amante Giovanna van der Gheynst, figlia di un lavorante di arazzi. Fu battezzata nella Chiesa di Nostra Signora di Pamele e cresciuta a Bruxelles, sotto la supervisione di Margherita d'Asburgo, governatrice dei Paesi Bassi meridionali e di Maria d'Asburgo, ex regina d'Ungheria, rispettivamente zia e sorella di Carlo V, all'interno della famiglia di Andries Douvrin, signore di Drogenbos e Sint-Martens-Bodegem. Fu legittimata dal padre ed educata secondo i dettami previsti dal suo rango.

### Infanzia
Nel 1532, all'età di dieci anni, Margherita si trasferì in Italia, dove visse sotto le regole impostele da Francesca d'Entremont de Montbel, vedova dell'ex viceré di Napoli, Carlo di Lannoy.

### Riconoscimento
Nell'anno 1529 Carlo V la riconobbe come sua figlia. Nel 1533 ebbe in dote dal padre i feudi di  Castrum Sancti Angeli (odierna Castel Madama)  Penne, Campli, Ortona, Leonessa, Cittaducale, Montereale,  (che formarono in seguito i cosiddetti Stati mediceo farnesiani), e successivamente altri feudi quali Castellammare di Stabia, Altamura e la Signoria di Roccaguglielma (situati nel Regno di Napoli).

### Primo matrimonio
In un'epoca caratterizzata da guerre politiche e di religione che infiammavano l'intero continente, essa divenne una pedina fondamentale nel gioco delle alleanze. Ben due papi, Clemente VII e Paolo III la legarono al papato e alle loro famiglie.
Fu promessa ad Alessandro de' Medici, duca di Firenze, che per poterla sposare dovette attendere ancora qualche anno.
Il loro matrimonio, celebrato a Firenze il 13 giugno 1536, non fu felice a causa del carattere e della sregolatezza del marito. Comunque, nel 1537 Alessandro fu assassinato dal cugino Lorenzino de' Medici e così Margherita rimase vedova, senza aver generato figli.

### Secondo matrimonio
Sebbene chiesta in moglie da Cosimo I de' Medici, erede politico del defunto marito di Margherita e futuro granduca di Toscana, la proposta venne rifiutata dal padre di lei e Margherita si preparò quindi a rientrare in Austria.
Tuttavia papa Paolo III, nel 1538, chiese la sua mano per il nipote Ottavio, figlio di Pier Luigi Farnese e duca ereditario di Castro. Ma Margherita, allora diciassettenne, dopo essere stata Duchessa di Firenze, aspirava a ben altro che a sposare Ottavio che aveva solo quindici anni.
Margherita non amava Ottavio e non lo riteneva degno dei suoi natali, anche se il papa cercava di accumulare su di lui onori, cariche e ricchezze, conducendo un'accorta politica matrimoniale. Dovendo, tuttavia, cedere per ragioni di Stato, si presentò a Roma vestita di nero vedovile palesando a tutti che tale imposizione non le piaceva.
Il matrimonio fu celebrato il 4 novembre nella Cappella Sistina alla presenza del papa stesso. Paolo III si adoperò affinché venisse risolta in favore della nipote acquisita anche la questione della liquidazione dei beni di proprietà di Alessandro de' Medici presenti a Roma (tra i quali la famosa Villa Madama, che da lei prese il nome, a Monte Mario).
L'unione non si rivelò, inizialmente, felice, sia a causa di Margherita che cercò in tutte le maniere di non consumare il matrimonio e che sognava continuamente la corte medicea, sia a causa della scarsa comprensione e della mancanza di delicatezza di Ottavio. Secondo i dispacci che aggiornavano Carlo V sul vissuto della coppia sembra che Paolo III e Pier Luigi facessero di tutto per risollevare Margherita, mentre Ottavio conduceva una vita notturna certamente non degna di un nipote del papa; fu il periodo durante il quale a Palazzo Madama le offriva assistenza spirituale Ignazio di Loyola, che sarebbe stato poi ricambiato con il patronato che ricevette per l'apertura della Chiesa di Santa Marta al Collegio Romano.
Nel 1545 ci furono due avvenimenti fondamentali: il 27 agosto nacquero due gemelli, Carlo e Alessandro. Il loro battesimo avvenne nella Basilica di Sant'Eustachio, alla presenza di diciannove cardinali e con padrini d'eccezione: Carlo V e la Regina di Francia.
Inoltre, dopo il superamento di dissapori tra Pier Luigi Farnese e l'Imperatore, si ebbe la fondazione del Ducato di Parma in suo favore, con la conseguente investitura del Ducato di Castro per Ottavio.

### Duchessa di Parma e Piacenza
Margherita rimase duchessa di Castro fino al 1547, anno dell'uccisione del suocero Pier Luigi: Ottavio, scampato alla morte in quell'occasione per la decisione dei congiurati di attenderne la partenza da Piacenza, assunse la carica di duca di Parma.
Il 1547, anno nefasto per la morte di Pier Luigi, fu invece l'anno in cui la coppia Margherita-Ottavio si rinsaldò: il coraggio dimostrato da Ottavio nel riconquistare Parma quando sia l'imperatore, sia il papa erano contro di lui portarono Margherita a schierarsi decisamente in favore del marito, con il quale subentrò un'intesa amichevole e comprensiva.
Durante la guerra di Parma combattuta tra Ottavio, alleato del re di Francia, e il papa, alleato di Carlo V, la presenza di Margherita, che non volle abbandonare la città, fu di conforto per i parmensi. Dopo la guerra, l'imperatore, sentendo la morte avvicinarsi, raccomandò Margherita al figlio Filippo II di Spagna, che attuò una politica di avvicinamento al Duca di Parma.
Tra gli accordi che furono presi ci fu la clausola che il figlio Alessandro doveva essere posto sotto la tutela del Re di Spagna. Nel 1556 Margherita in persona accompagnò Alessandro a Bruxelles, dove si trovava Filippo II.
Nel frattempo Margherita «si stabilì da sola, senza il marito, a Piacenza, dando vita alla sua residenza ufficiale: Palazzo Farnese»: all'epoca battezzato Palazzo Madama in Piacenza, la sua esecuzione fu alla fine affidata all'architetto Jacopo Barozzi detto il Vignola.

### Governatrice dei Paesi Bassi

Margherita d'Austria

Nel 1559, Filippo II la nominò Governatrice dei Paesi Bassi, che erano in rivolta contro la dominazione spagnola. Margherita partì da Piacenza il 25 maggio tra le acclamazioni della folla. Quando giunse a Gand il Re la presentò agli Stati Generali e le conferì pieni poteri: «con l'arrivo di Margherita d’Austria, la duchessa di Parma figlia bastarda (di madre fiamminga) di Carlo V, gli Stati generali delle province unite non erano ancora “rivoluzionari”» ed ella cercò una mediazione per evitare che scoppiasse una rivolta, mitigando la politica anticalvinista portata avanti da Filippo II, con la speranza di avvicinare gli elementi più moderati della società fiamminga all'autorità reale.
Si arrivò a un conflitto, che terminò in suo favore: vennero ristabiliti l'autorità reale e il culto cattolico, ma nell'ambito della scelta di Margherita di Parma di allearsi con la classe dirigente conservatrice olandese, a costo di concessioni sull'ortodossia religiosa.
Tale scelta fu ostacolata dal grande inquisitore, Antoine Perrenot de Granvelle, che, interferendo coi poteri della reggente, rese «assai più debole l'autorità del governo centrale. E in seno agli Stati Generali di Bruxelles, la presenza, numericamente accresciuta, di prelati cattolici, suscitò le ire dell'alta nobiltà, predisponendola alla rivolta. Grozio, a commento di questa crisi costituzionale, ha parole di stima per Margherita e per il suo operato. Ella non solo represse l'iconoclastia, ma tentò anche di mediare fra il Re e la “lega dei grandi”, formatasi nel 1562, sotto la guida di Guglielmo, di Lamoraal, conte di Egmont e di Philippe de Montmorency, conte di Horn. Quando, nel 1564, date le dimissioni, Granvelle se ne partì per Roma, insieme al suo segretario personale Giusto Lipsio, la situazione parve normalizzarsi. Scrive Grozio “(…) alta pax erat” e tale sarebbe forse rimasta, grazie a un accordo al vertice fra la reggente e i nobili. Nel 1566, dopo che l'anno prima era fallita la missione di Egmont a Madrid, Margherita chiese energicamente a Filippo II di mitigare le norme a carico degli eretici. Ma tutto fu inutile. II Re, temendo forse una congiura, obbligò Margherita a ritirarsi e inviò nelle Fiandre il Duca d'Alba, con l'incarico di ripristinare l'ordine».
Pertanto nel 1568 Margherita si rassegnò a chiedere il termine del mandato, a causa dei contrasti col fratello e soprattutto per la politica aggressiva del nuovo inviato di Filippo, il Duca d'Alba, che alla sua partenza la sostituì nel governo delle Province Unite.
Tornò ancora per un breve periodo, dal 1579 al 1581, nelle Fiandre, dove affiancò il figlio Alessandro come Governatrice, ma, a causa della sua ostilità, Filippo II ne revocò la nomina il 13 dicembre 1581.

### Rientro negli "Stati farnesiani"
Nel 1568 fece ritorno in Italia per stabilirsi nei suoi feudi abruzzesi che cominciò ad amministrare direttamente. Dopo un breve soggiorno a Leonessa decise di dimorare a Cittaducale, dove si trattenne fino al 1572, per poi trasferirsi all'Aquila di cui era stata nominata Governatrice. Durante il periodo trascorso a Cittaducale, Margherita diede ulteriori prove delle sue eccellenti capacità amministrative, dando impulso all'economia locale e alla cultura e risolvendo delicate questioni territoriali.
A Cittaducale risiedette nel Palazzo della Comunità, che per l'occasione venne ristrutturato dall'architetto Jacopo Barozzi, detto il Vignola, mentre nel capoluogo abruzzese trovò residenza nel rinnovato Palazzo che da lei prende il nome, opera di Girolamo Pico Fonticulano.
All'Aquila la "Madama" come veniva soprannominata, riunì attorno a sé nel Palazzo del Capitano, un vasto stuolo di artisti e di intellettuali, tra cui Andrea Alfieri, Sebastiano Marchesi, Francesco De Marchi, il primo scalatore del Gran Sasso attestato, il matematico Girolamo Pico Fonticulano, che progettò per lei l'attuale Palazzo Margherita, ricavato dalla storica sede del capitano Regio. Margherita per l'attività economica all'Aquila fece costruire anche una grande masseria presso località Pile, detta "La Cascina".

### Ultimi anni e morte

Palazzo Farnese di Ortona nel 1936

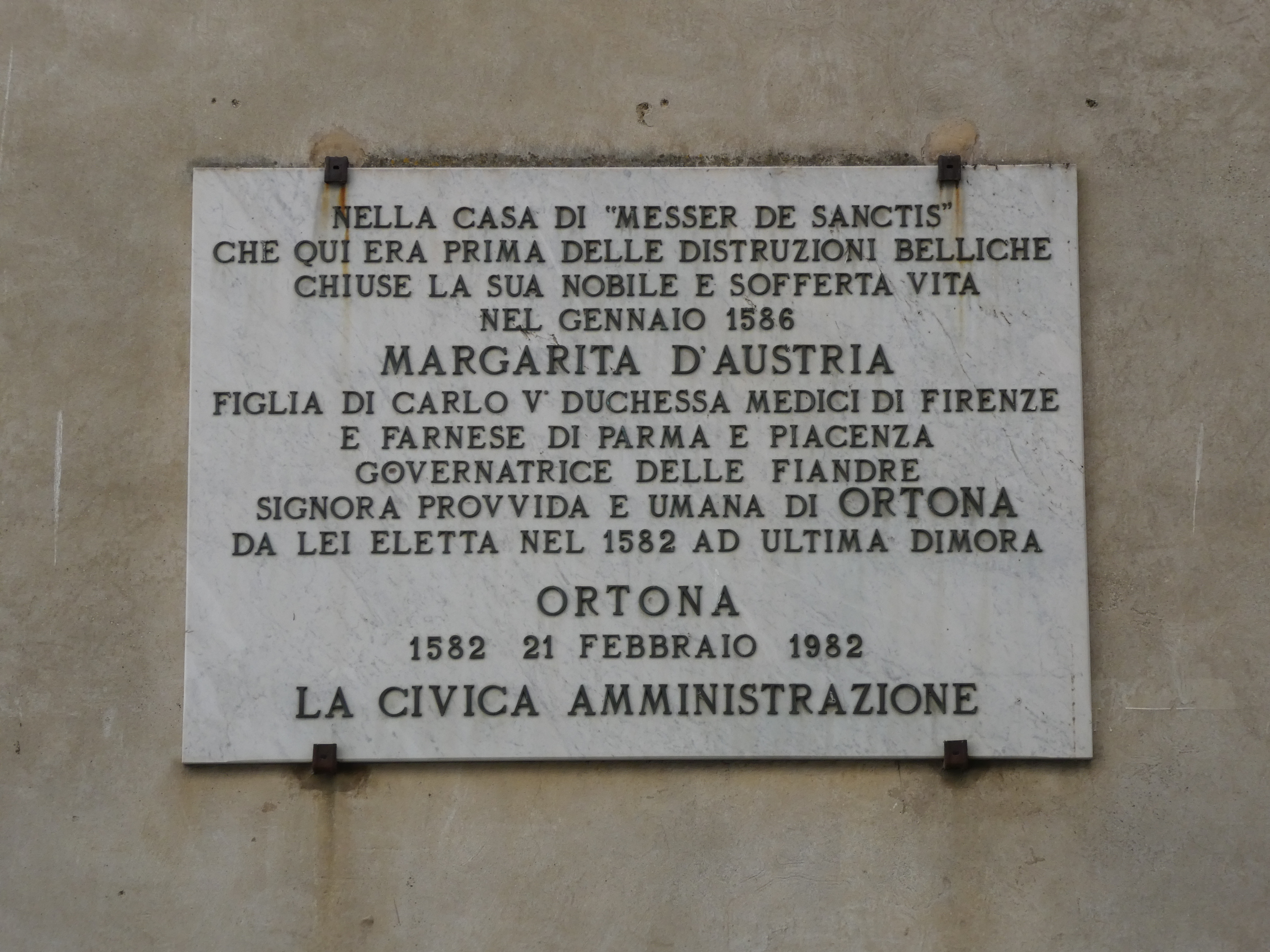
La targa in memoria di Margherita d'Austria a Ortona

Nel 1582 acquistò la città di Ortona in Abruzzo da Orazio di Lannoy, principe di Sulmona e conte di Venafro (oggi in Molise). Vi fece costruire la sua dimora personale del Palazzo Farnese su commissione di Giacomo della Porta, anche se non lo vide mai completato.

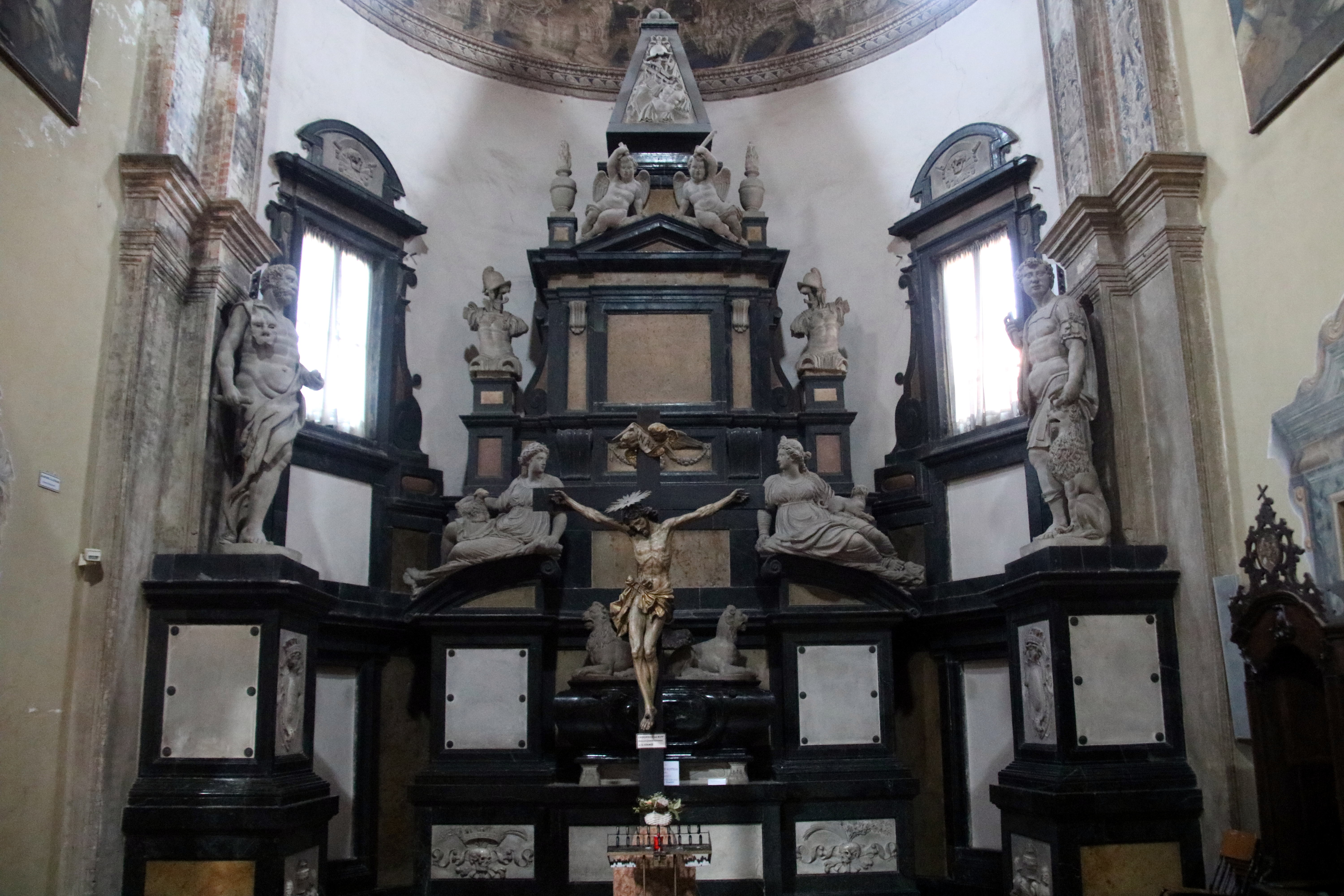
Tomba della duchessa Margherita nella Chiesa di San Sisto di Piacenza

Morì in questa città all'età di 64 anni, lo stesso anno di suo marito, il 1586. Una targa ricorda il luogo di morte, il Palazzo Mancini Riccardi presso la piazza San Tommaso, storica sede dei signori e sindaci di Ortona dal XIII secolo.
Fu sepolta, secondo la sua volontà, a Piacenza nella chiesa di San Sisto in un apposito mausoleo.

## Patronato delle arti
Oltre a un genuino interesse per la musica e l'arte, Margherita era molto affezionata a un cofanetto di gioielli, cammei, gemme e altri preziosi ricevuti dal primo marito Alessandro: tra queste gemme ce n'erano molte già appartenute a Lorenzo il Magnifico, nonché altre frutto degli scavi archeologici romani. Si trattava di scavi che i Medici avevano patrocinato sin dai tempi di Alfonsina Orsini e che avevano spaziato fino a Campo Marzio, dove era stato trovato il gruppo dei sei barbari inizialmente identificato per errore come degli Orazi e Curiazi: tra di essi, vi era il Gallo ferito, che, in realtà «proveniente con le altre tre figure di combattenti caduti (Perseo, Gigante e Amazzone) dall’ex voto di Attalo a Pergamo»., confluì nelle raccolte della famiglia Farnese.
Infatti, nel 1587, dopo la morte della duchessa di Parma, i pezzi archeologici raccolti dai Medici, fin lì conservati a Palazzo Madama da Margherita d’Austria, vennero trasferiti a palazzo Farnese, seguendo le vicende della famiglia. Come per gli incarti di famiglia, anche queste opere d'arte andarono a Parma e approdarono infine a Napoli: per questa ragione la più bella glittica appartenuta ai Medici si trova oggi al Museo archeologico nazionale di Napoli.

## Nella cultura di massa
Francesco Serdonati la annoverava, già nel corso del secolo in cui visse, tra le encomiabili sovrane e principesse del tempo. Ma già in vita, il De nobilitate et praecellentia foeminei sexus di Cornelio Agrippa di Nettensheim, redatto nel 1509 e stampato per la prima volta ad Anversa nel 1529, reca la dedica a Margherita d’Austria.
A Margherita piaceva chiamarsi e farsi chiamare "Madama". Per tale motivo il suo palazzo romano, ereditato dai Medici, si chiama Palazzo Madama e per lo stesso motivo ci sono una Villa Madama a Monte Mario e un paese nella città metropolitana di Roma, Castel Madama, dove ogni anno nella seconda settimana di luglio si celebra in suo nome il Palio di Madama Margherita.
Anche il palazzo dove risiedette all'Aquila è chiamato ufficialmente Palazzo di Madama Margherita o Palazzo Madama, ma è meglio noto come Palazzo Margherita.
Il nome delle Montagne della Duchessa, nelle quali è stata istituita l'omonima Riserva regionale Montagne della Duchessa per opera della Regione Lazio, è un omaggio proprio a Margherita d'Austria da parte dell'ingegnere bolognese Francesco De Marchi, incaricato di tracciare la cartografia della zona.

## Discendenza
Margherita non ebbe figli dal suo primo matrimonio.
Margherita e Ottavio Farnese ebbero invece due figli gemelli:
- Carlo Farnese (27 agosto 1545 - settembre 1545). Morto infante.
- Alessandro Farnese (27 agosto 1545 - 3 dicembre 1592), III Duca di Parma e Piacenza. Sposò Maria d'Aviz, nipote di Manuele I del Portogallo, ed ebbe da lei una figlia e due figli. Dopo essere rimasto vedovo, ebbe anche una figlia naturale.

## Ascendenza
|                                   |   |                         | Genitori                 |  |  | Nonni |  |  | Bisnonni                 |  |  | Trisnonni              |  |
|                                   |   |                         |                          |  |  |       |  |  | Massimiliano I d'Asburgo |  |  | Federico III d'Asburgo |  |
|                                   |   |                         |                          |  |  |       |  |  | Massimiliano I d'Asburgo |  |  | Federico III d'Asburgo |  |
|                                   |   | Eleonora d'Aviz         |                          |  |  |       |  |  | Massimiliano I d'Asburgo |  |  |                        |  |
| Filippo I d'Asburgo               |   |                         |                          |  |  |       |  |  | Massimiliano I d'Asburgo |  |  |                        |  |
|                                   |   | Maria di Borgogna       | Carlo I di Borgogna      |  |  |       |  |  |                          |  |  |                        |  |
|                                   |   | Maria di Borgogna       | Carlo I di Borgogna      |  |  |       |  |  |                          |  |  |                        |  |
|                                   |   | Maria di Borgogna       | Isabella di Borbone      |  |  |       |  |  |                          |  |  |                        |  |
| Carlo V d'Asburgo                 |   | Maria di Borgogna       |                          |  |  |       |  |  |                          |  |  |                        |  |
|                                   |   | Ferdinando II d'Aragona | Giovanni II d'Aragona    |  |  |       |  |  |                          |  |  |                        |  |
|                                   |   | Ferdinando II d'Aragona | Giovanni II d'Aragona    |  |  |       |  |  |                          |  |  |                        |  |
|                                   |   | Ferdinando II d'Aragona | Giovanna Enríquez        |  |  |       |  |  |                          |  |  |                        |  |
| Giovanna di Trastámara            |   | Ferdinando II d'Aragona |                          |  |  |       |  |  |                          |  |  |                        |  |
|                                   |   | Isabella I di Castiglia | Giovanni II di Castiglia |  |  |       |  |  |                          |  |  |                        |  |
|                                   |   | Isabella I di Castiglia | Giovanni II di Castiglia |  |  |       |  |  |                          |  |  |                        |  |
|                                   |   | Isabella I di Castiglia | Isabella d'Aviz          |  |  |       |  |  |                          |  |  |                        |  |
| Margherita d'Austria              |   | Isabella I di Castiglia |                          |  |  |       |  |  |                          |  |  |                        |  |
|                                   | … | …                       |                          |  |  |       |  |  |                          |  |  |                        |  |
|                                   | … | …                       |                          |  |  |       |  |  |                          |  |  |                        |  |
|                                   | … | …                       |                          |  |  |       |  |  |                          |  |  |                        |  |
| Gilles Johann van der Gheynst     | … |                         |                          |  |  |       |  |  |                          |  |  |                        |  |
|                                   |   | …                       | …                        |  |  |       |  |  |                          |  |  |                        |  |
|                                   |   | …                       | …                        |  |  |       |  |  |                          |  |  |                        |  |
|                                   |   | …                       | …                        |  |  |       |  |  |                          |  |  |                        |  |
| Giovanna van der Gheynst          |   | …                       |                          |  |  |       |  |  |                          |  |  |                        |  |
|                                   |   | …                       | …                        |  |  |       |  |  |                          |  |  |                        |  |
|                                   |   | …                       | …                        |  |  |       |  |  |                          |  |  |                        |  |
|                                   |   | …                       | …                        |  |  |       |  |  |                          |  |  |                        |  |
| Giovanna van der Caye van Cocambi |   | …                       |                          |  |  |       |  |  |                          |  |  |                        |  |
|                                   |   | …                       | …                        |  |  |       |  |  |                          |  |  |                        |  |
|                                   |   | …                       | …                        |  |  |       |  |  |                          |  |  |                        |  |
|                                   |   | …                       | …                        |  |  |       |  |  |                          |  |  |                        |  |
|                                   |   | …                       |                          |  |  |       |  |  |                          |  |  |                        |  |